# Dezindywiduacja
Dezindywiduacja – proces psychologiczno-społeczny, który prowadzi do utraty osobowości oraz zdolności rozpoznawania swoich cech jednostkowych, zanik tożsamości jednostkowej, anonimowość, identyfikacja z tłumem. Powoduje zastępowanie własnej tożsamości tożsamością grupy społecznej.
Przejawia się m.in.:
- osłabieniem kontroli i tolerowaniem zachowań impulsywnych
- zwiększoną wrażliwością na stymulację emocjonalną i stymulatory sytuacyjne
- niemożnością monitorowania lub regulowania własnego zachowania
- osłabieniem wrażliwości na społeczną akceptację własnych zachowań
- zmniejszoną zdolnością racjonalnego planowania zachowań